# Fabiane Hukuda-Strubreiter
Fabiane Hukuda-Strubreiter (* 12. Juli 1981 in Brasilien) ist eine ehemalige österreichische Judoka.

## Biografie
Fabiane Hukuda-Strubreiter begann ihre Karriere in Brasilien. Sie wurde auf Grund der Vermählung mit dem Österreicher Strubreiter österreichische Staatsbürgerin und startete für den Multikraft Wels. 2009 gab sie überraschend auf Grund von einer Verletzung ihren Rücktritt vom Judosport bekannt.
Ihre größten Erfolge feierte sie jedoch für Brasilien, als sie 2000 die Juniorenweltmeisterschaft gewann. Für Österreich holte sie 2007 einen 9. Rang bei der Weltmeisterschaft in Rio de Janeiro.
Mit ihrem Mann ging sie zurück nach Santos, um dort im Hotel ihrer Eltern beruflich tätig zu werden.
2010 gab sie bei der Mannschaftsmeisterschaften ein Comeback.
Sie war Olympischen Fackelträgerin.

## Erfolge
- 1. Rang Swedish Open 2006 – 52 kg
- 1. Rang B-Tournament Istanbul 2005 – 52 kg
- 1. Rang Campeonato Sul Americano Rio de Janeiro 2004 – 52 kg
- 1. Rang Copa Simon Bolivar Isla de Margarita 2004 – 52 kg
- 1. Rang A-Tournament Prag 2002 – 52 kg
- 1. Rang Juniorenweltmeisterschaft 2000 – 52 kg
- 2. Rang Weltturnier Wien 2009 – 52 kg[4]
- 2. Rang Juniorenweltmeisterschaft 1998 – 52 kg
- 3. Rang German Open Braunschweig 2007 – 52 kg
- 3. Rang Tournament Fukuoka Japan 2006 – 52 kg
- 3. Rang Pan American Games Santo Domingo 2003 – 52 kg
- 3. Rang Pan American Championships Salvador da Bahia 2003 – 52 kg
- 3. Rang Pan American Games Winnipeg 1999 – 52 kg
- 3. Rang Pan American Championships Santo Domingo 1998 - 52 kg

- österreichischer Meister 2008 – 52 kg[5]